# Mollugo
Mollugo és in gènere de plantes amb flor de la família Molluginaceae.

## Característiques
N'hi ha unes 50 espècies de plantes herbàcies.

## Taxonomia
- Mollugo berteriana Ser.
- Mollugo cerviana (L.) Ser. - cerviana
- Mollugo gracillima Andersson
- Mollugo lotoides (L.) C.B. Clarke
- Mollugo nudicaulis Lam.
- Mollugo pentaphylla L.
- Mollugo radiata Ruiz & Pav.
- Mollugo tetraphylla L.
- Mollugo verticillata L.